# Baba Ould Cheikh
Baba Ould Cheikh, né vers 1965, est un commerçant Arabe lemhar malien proche des groupes jihadistes.
Maire de la commune de Tarkint, Baba ould Cheikh dirige depuis les années 2000 à Gao deux entreprises de bâtiment et de transport. Grâce à sa flotte de camions, il importe illégalement d'Algérie tous les produits de consommation courante qui alimentent le nord-est malien mais s'investit également dans le trafic drogue. Il est notamment mêlé à l'affaire « Air Cocaïne ».
Baba ould Cheikh était contact étroit avec AQMI, notamment dans le cadre des négociations pour les otages européens enlevés en Algérie et libérés en territoire malien en 2003 puis en 2009 du diplomate canadien Robert Fowler (en) (il avait mis à cette occasion en contact le conseiller spécial du président burkinabé Moustapha Ould Limam Chafi avec Mokhtar Belmokhtar), tout en étant soupçonné d'être lié aux ravisseurs.
Le 3 février 2013, quelques jours après la reconquête de Gao aux mains des islamistes, il est violemment pris à partie par des jeunes de Gao qui l'avaient repéré à la station de bus entouré par des hommes armés, avant que le maire Sadou Harouna Diallo ne s'interpose. Un mandat avait été ensuite émis contre lui et il avait finalement été arrêté le 10 avril près de Tarkint pour trafic de drogue.
Il est le père de Mimi Ould Baba Ould Cheikh, arrêté en janvier 2017 au Mali et accusé d'être l'un des principaux organisateurs de des attentats de Ouagadougou, qui avaient fait 30 morts et près de 70 blessés le 15 janvier 2016, à la demande de Mohamed Ould Nouini.
Baba ould Cheikh est arrêté le 21 janvier 2018 par des hommes armés non identifiés mais finalement libéré le 11 février 2018 par ses ravisseurs.